# Noura Al Kaabi
Noura Al Kaabi (en arabe : نورة الكعبي), née en 1979, est une femme d'affaires et femme politique des Émirats arabes unis. Elle est le ministre des Relations avec le conseil national fédéral et la P.-D.G. de Twofour54 et de Media Zone Authority-Abu Dhabi.

## Éducation
Al Kaabi est née en 1979 à Abou Dabi aux Émirats arabes unis. D'un père militaire et une mère principale de collège, elle fait ses études à Carlisle High School, à l'université des Émirats arabes unis et à la London Business School.

## Carrière
Al Kaabi est le ministre d'État aux Affaires fédérales nationales du Conseil. Elle est également la présidente-directrice générale de la Media Zone Authority-Abu Dhabi et de la société Twofour54.  
Twofour54 est un hub spécialisé dans les médias, le traitement de l'information et les nouvelles techniques d'information et de communication (NTIC) . Elle offre des services avec des avantages économiques intéressants comme l'absence de taxe ou autres impôts aux start-up, individuels ou sociétés qui s'installent dans cette zone libre situé au cœur de l'un des marchés qui connait la plus forte croissance dans le domaine des médias.
Noura Al Kaabi a joué un rôle dans le développement des médias et des contenus créatifs de la scène des Émirats arabes unis à travers tous les médias. Elle a maintenant plus de 240 agences de médias. De plus elle a créé et lancé le festival de film d'Abu Dhabi et le sommet des médias d'Abu Dhabi.
Al Kaabi est également très impliquée dans la politique du gouvernement en tant que membre du Conseil national fédéral, où elle a notamment encouragé les mesures visant à protéger les droits des enfants. Elle siège également au conseil d'Abu Dabi Media, à la chambre de commerce, au conseil d'Image Nation Abu Dhabi (l'une des principales sociétés de médias et de divertissement dans le monde arabophone, spécialisée notamment dans la production de films locaux et internationaux, de documentaires et du contenu pour la télévision). Elle siège aussi au conseil des sports d'Abu Dhabi. De plus elle est membre du conseil consultatif pour la fondation Abu Dhabi Music & Arts Foundation et elle est membre du comité scientifique du prix Sheikh Zayed Book Award.

## Honneurs et récompenses
Son travail a été reconnu par divers médias à l'échelle internationale. Ainsi, en 2013, elle est la première émiratie[réf. nécessaire] à être classée dans le Top 100 Global Thinkers List du magazine Foreign Policy. Elle est régulièrement incluse dans la liste des 100 femmes arabes P-DG les plus puissantes au Moyen-Orient.
En 2012 elle reçoit le prix du P.-D.G. Média de l'année du magazine Arabian Business.
Elle a été également nommée l'une des « 50 personnes qui contribuent à changer le monde » par Le Nouvel Observateur[réf. incomplète]. Elle a aussi fait partie des « 30 femmes les plus influentes dans le gouvernement » selon le magazine Forbes Moyen-Orient en 2013. Elle a été nommée dans la liste des « 100 femmes arabes plus puissantes » du magazine Arabian Business en 2011, 2012 et en 2013. Elle a reçu le prix Jeune Phénix au prix d'excellence de l'AmCham Abu Dhabi en 2014.